# Notoplites gostilovskajae
Notoplites gostilovskajae är en mossdjursart som beskrevs av Gontar 1993. Notoplites gostilovskajae ingår i släktet Notoplites och familjen Candidae. Inga underarter finns listade i Catalogue of Life.